# Dink Smallwood
Dink Smallwood è un videogioco di ruolo fortemente umoristico. La sua release iniziale risale al 1997, prima che fosse distribuito nuovamente il 17 ottobre 1999 con licenza freeware. È stato sviluppato dalla Robinson Technologies, allora costituita da Seth Robinson, Justin Martin e Greg Smith. Il gioco ha una piccola community di fan che continuò a sviluppare espansioni.

## Trama
Dink inizia come un allevatore di maiali che trascorre una normale vita nel suo villaggio, Stonebrook. Si dice che suo padre sia scomparso, lasciandolo nel suo piccolo villaggio insieme alla madre. Per qualche motivo sconosciuto, mentre è fuori dal villaggio, la sua casa va a fuoco e la madre muore nell'incidente. Gli viene quindi suggerito di abbandonare il villaggio e di cercare sua zia e iniziare una nuova vita con lei. Lungo la strada percepisce il potere e le nefandezze di un culto conosciuto come Cast, il quale minaccia in continuazione la sicurezza nel regno. Dink alla fine riuscirà nella sua impresa di sconfiggere il culto misterioso. Dopo di ciò andrà nelle Darklands per uccidere il male incarnato, Seth.
Dink non sarà mai libero del rancore che prova per essere un allevatore di maiali, infatti spesso questa cosa gli viene ricordata durante il gioco.

## Modalità di gioco
Il gioco si incentra su Dink, un allevatore di maiali il quale si imbarcherà in numerose missioni in tutto il mondo. Il gioco, in visuale isometrica, ricorda molto una struttura simile a quella vista in Zelda e include armi, oggetti e magie. Il gioco è impregnato di un umorismo cattivo che include di tutto, da uno zio eccessivamente violento a una città che adora le anatre.

## Espansioni
Esistono due editor per Dink Smallwood. L'editor originale, incluso con il gioco e sviluppato da Robinson Technologies è il DinkEdit, il secondo editor è il WinDinkEdit ed è stato sviluppato dai fan del gioco. Nella versione freeware del gioco è incluso anche un D-Mod (espansione) ufficiale, Mystery Island, nella quale Dink continua la sua avventura dopo la fine della storia originale. I D-Mod possono essere pesantemente personalizzati tanto che alcuni di loro risultano essere completamente differenti dal gioco originale. Numerosi D-Mod, alcuni dei quali addirittura più lunghi del gioco originale, possono essere facilmente trovati su internet.
Il DinkEdit è un'applicazione che può essere utilizzata per creare nuovi mondi. Il mondo del gioco consiste in 768 schermate, ognuna delle quali può contenere fino a un centinaio di sprite. Tra le altre cose l'editor può essere utilizzato per selezionare la musica da ascoltare in una determinata schermata, assegnare degli script agli sprite e decorare il mondo di gioco. WinDinkEdit è un editor per Windows che consente agli autori di D-Mod di effettuare le stesse operazioni ma con un'interfaccia grafica migliore.
Il DinkC è un linguaggio di scripting con una sintassi simile al linguaggio di programmazione C. Ad ogni sprite è possibile collegare uno script il quale è utilizzato per determinarne il comportamento e l'aspetto. Il motore richiama procedure differenti in base all'evento; per esempio le procedure 'main', 'talk' e 'hit' contenute nello script saranno richiamate rispettivamente al caricamento della schermata, quando il giocatore parla con lo sprite e quando il giocatore lo colpisce. Anche le schermate possono avere un proprio script che può essere utilizzato per l'inizializzazione oppure per generare altri eventi.

## Distribuzione e sviluppi successivi
Dink Smallwood fu inizialmente messo in commercio negli Stati Uniti e in Europa. Il gioco poteva essere acquistato in Europa nei negozi, mentre negli Stati Uniti era necessario comprarlo esclusivamente per corrispondenza.
Nell'estate del 1999 furono vendute tutte le copie e la Robinson Technologies dichiarò che non ne sarebbero state pubblicate altre. Fu annunciato così che il gioco sarebbe stato distribuito come freeware. La versione freeware di Dink Smallwood fu distribuita il 17 ottobre 1999.
Subito dopo la distribuzione della versione freeware molti fan chiesero spesso a Seth Robinson se avesse in piano di rendere disponibile il codice sorgente del gioco, ma la risposta fu spesso negativa. Nel luglio del 2003 Seth Robinson ha deciso infine di distribuire il codice sorgente su internet.
Nel 2005 Dan Walma (conosciuto anche come redink1) e possessore del sito Dink Network, il maggior sito di fan dedicato a Dink Smallwood si prese la briga, sotto richiesta di Seth Robinson, di creare una nuova patch per Dink Smallwood con l'intento di ovviare ai numerosi bug di vecchia data.
In tempi più recenti è stato sviluppato da un fan il port di Dink Smallwood chiamato GNU FreeDink sotto licenza GNU General Public License che gira su numerose piattaforme tra cui PlayStation Portable, Linux e macOS. GNU FreeDink fa parte del GNU Project. È stato sviluppato sulla base della versione 1.07 del codice sorgente ma è comunque compatibile con la più recente 1.08.
Il 30 dicembre del 2010 è stata distribuita una nuova versione di Dink Smallwood chiamata Dink Smallwood HD, creata per funzionare su sistemi iOS, Android, Windows XP/Vista/7 e macOS. È stata sviluppata dallo stesso Seth Robinson, nel frattempo trasferitosi in Giappone dove gestisce la Robinson Technologies con sua moglie, e supporta anche i D-Mod aggiuntivi creati dai fan. Tra le nuove funzionalità c'è la possibilità di effettuare salvataggi e caricamenti istantanei in qualunque momento il giocatore desideri, contrariamente al gioco originale in cui i salvataggi potevano avvenire solo in determinati punti del gioco.